# Johanna Almgren
Pour les articles homonymes, voir Almgren.
Johanna Almgren (née le 22 mars 1984 à Borås) est une footballeuse suédoise. Elle joue au milieu de terrain pour le club du Göteborg FC et l'équipe nationale suédoise.

## Biographie

### Vie personnelle
Pendant les Jeux olympiques d'été de 2008, le footballeur brésilien Ronaldinho surprend Almgren en lui demandant de se marier avec lui, quelques heures seulement après l'avoir vue pour la première fois. Johanna a rejeté catégoriquement la proposition. Elle pensait que son ami plaisantait à ce sujet avec elle, quand elle a reçu un appel téléphonique d'un traducteur en disant que Ronaldinho voulait la voir dans sa chambre. Après avoir réalisé que ce n'était pas une blague, elle et quelques de ses amis sont allés en direction de la chambre. Puis Ronaldinho lui demanda de l'épouser ; « J'ai dit non parce que j'ai un copain (Adam), qui m'attend à la maison », a-t-elle déclaré à la presse.